# Liste de journaux en Suisse

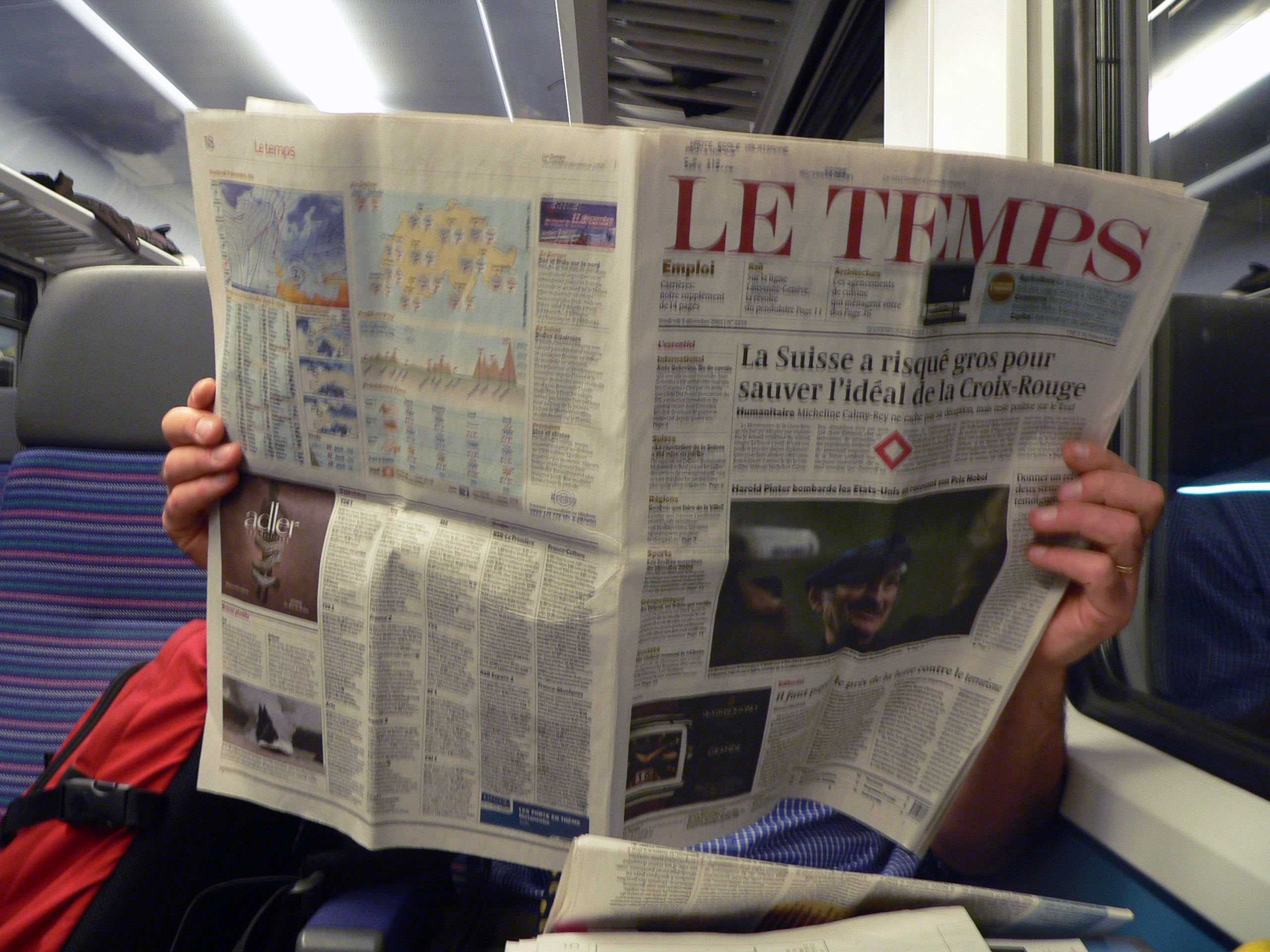
Journal « LE TEMPS » crée en 1998

Cet article liste les journaux qui sont édités en Suisse.

## Quotidiens

### Quotidiens en français
Ces quotidiens traitent de l'actualité internationale, nationale et cantonale. La plupart de ces journaux ont une zone d'influence qui correspond à leurs lectorats, en fonction du canton où ils sont édités et des articles plus spécifiques leur région.
| Titre                  | Date de création | Propriétaire                           | Zone d'influence                     | Tirage | Lectorat | Internet |
| ---------------------- | ---------------- | -------------------------------------- | ------------------------------------ | ------ | -------- | -------- |
| 24 heures              | 1762             | Tamedia                                | Canton de Vaud                       |        |          |          |
| ArcInfo                | 1738             | ESH Médias                             | Canton de Neuchâtel                  |        |          |          |
| Gotham City            | 2017             |                                        | Suisse romande et international      |        |          |          |
| Heidi.news             | 2019             | Fondation Aventinus                    | Suisse romande                       |        |          |          |
| L'AGEFI                | 1950             | Agefi                                  | Suisse romande                       |        |          |          |
| La Côte                | 1987             | ESH Médias                             | Suisse romande                       |        |          |          |
| Le Courrier            | 1868             | Nouvelle association du Courrier (NAC) | Canton de Genève, Suisse romande     |        |          |          |
| La Côte                | 1987             | ESH Médias                             | District de Nyon, District de Morges |        |          |          |
| Le Journal du Jura     | 1871             | Groupe Gassmann                        | Jura bernois, Bienne                 | 6 856  | 20 000   | 146 038  |
| La Liberté             | 1871             | St-Paul Holding SA                     | Canton de Fribourg                   | 37 153 | 94 000   | 142 000  |
| Le Matin               | 1893             | Tamedia                                | Suisse romande                       | Aucun  |          |          |
| Le Nouvelliste         | 1903             | ESH Médias                             | Canton du Valais                     | 42 671 |          |          |
| Le Quotidien jurassien | 1993             | Éditions D+P SA                        | Canton du Jura                       | 16 973 | 40 000   | 35 000   |
| Le Temps               | 1998             | Fondation Aventinus                    | Suisse romande                       | 34 118 | 90 000   |          |
| La Tribune de Genève   | 1879             | Tamedia                                | Canton de Genève                     | 25 576 | 79 000   | 206 160  |

### Quotidiens gratuits en français
| Titre      | Date de création | Propriétaire | Zone d'influence | Tirage | Lectorat |
| ---------- | ---------------- | ------------ | ---------------- | ------ | -------- |
| 20 minutes | 2006             | Tamedia      | Suisse romande   |        |          |
| Blick      | 2021             | Ringier      | Suisse romande   |        |          |

### Quotidiens en allemand
- Aargauer Zeitung
- Appenzeller Zeitung
- Basler Zeitung
- Berner Oberländer
- Berner Zeitung
- Bieler Tagblatt
- Blick
- Bote der Urschweiz
- Der Bund
- Freiburger Nachrichten
- Grenchner Tagblatt
- Der Landbote
- Luzerner Zeitung
- Die Mittelländische Zeitung
- Neues Bülacher Tagblatt
- Neue Zürcher Zeitung
- Schaffhauser Nachrichten
- St. Galler Tagblatt
- Solothurner Zeitung
- Die Südostschweiz
- Tages-Anzeiger
- Thurgauer Zeitung
- Walliser Bote
- Zofinger Tagblatt
- Zürcher Oberländer
- Zürichsee-Zeitung

### Quotidiens gratuits en allemand
- 20 Minuten
- Baslerstab

### Quotidiens en italien
- Corriere del Ticino
- Giornale del Popolo
- La Regione
- LaNotizia

### Quotidiens gratuits en italien
- 20 Minuti

### Quotidien en romanche
- La Quotidiana

## Hebdomadaires

### Hebdomadaires en français
- Go Out!
- Agri
- Bilan (magazine)
- La Broye
- Chablais magazine
- Le Confédéré
- Courrier du Val-de-Ruz
- Courrier Terres de Lavaux - Pays d'Oron
- Domaine public
- L'Echo du Gros-de-Vaud
- Echo Magazine : hebdomadaire chrétien
- EPIC-Magazine
- L’Événement syndical
- Femina
- Le Franc-Montagnard
- Gauchebdo
- GuideTVCinéma
- La Gazette : média de la fonction publique
- La Gazette : bimensuel de Martigny, Entremont, Saint-Maurice
- Horizons et débats
- L'Illustré
- Journal de Morges
- Journal de Sierre et du Valais central
- Le Jura libre
- Libertés Neuchâteloises
- Le Matin dimanche
- L'Omnibus
- Le Progrès/Courrier
- La Région Nord vaudois
- Le Républicain
- Revue automobile
- Télé top  matin
- Terre&Nature
- TV8
- Riviera Magazine : Vevey - Montreux et environs
- Vigousse (journal satirique)
- Le Messager : Veveyse - région d'Oron - Jorat
- Journal de Moudon
- Journal Riviera Chablais Hebdo

### Hebdomadaires gratuits en français
- Arc Hebdo
- Coopération
- La Gazette de la région
- GHI Genève Home Informations
- Lausanne-Cités
- Migros Magazine
- Le Régional
- Touring : magazine de la mobilité
- Tout l'immobilier
- Tout l'Emploi & formation
- The Week New

### Hebdomadaires gratuits bilingues
- Biel/Bienne

### Hebdomadaires en allemand
- Aarauer Nachrichten
- Aargauer Rundschau
- Appenzeller Rundschau
- Automobil Revue
- Berner Bär
- Bilanz
- Bodensee Nachrichten
- Bündner Nachrichten
- Burgdorfer Tagblatt
- Facts
- Fridolin
- Glücks Post
- HandelsZeitung
- hotel + tourisme revue
- Idea Schweiz
- Kreuzlinger Nachrichten
- Le Lac
- Luzerner Rundschau
- Moto Sport Schweiz
- Der Murtenbieter
- Nachrichten für das Limmattal
- Neue Oltner Zeitung
- NZZ am Sonntag
- Oberthurgauer Nachrichten
- Rheintaler Bote
- RZ Oberwallis
- St. Galler Nachrichten
- Sonntagsblick
- Schweiz am Sonntag
- Schweizer Familie
- Schweizer Bauer
- Schweizer Illustrierte
- Schwyzer Woche
- Sonntags Zeitung
- Tele
- Tierwelt
- Thurgauer Nachrichten
- Touring
- Die Weltwoche
- Die Wochenzeitung
- Zeit-Fragen

### Hebdomadaires gratuits en allemand
- Coopzeitung
- Migros Magazin

### Hebdomadaires en italien
- Agricoltore Ticinese
- Area
- Extra
- Il Paese
- Popolo e Libertà
- Rivista di Lugano
- Ticino 7

### Hebdomadaires gratuits en italien
- Il Caffè
- Il Mattino della Domenica
- Azione
- Cooperazione
- Touring

### Bi-hebdomadaires en français
- Journal de Sainte-Croix et Environs

### Bi-hebdomadaires en allemand
- Davoser Zeitung
- Finanz und Wirtschaft
- Jungfrau Zeitung
- Willisauer Bote

### Tri-hebdomadaires en français
- La Gruyère
- Micro Journal

### Tri-hebdomadaires en allemand
- Tessiner Zeitung

## Bimensuels

### Bimensuels en français
- Entreprise romande
- La Nation
- Journal pour le transport international
- SolidaritéS
- Tracés

### Bimensuels en allemand
- Der Schweizerische Beobachter
- Civitas
- Foto intern
- Gesundheit Sprechstunde
- Internationalen Transport Zeitschrift
- KMU Magazin
- Schweizerzeit

## Mensuels

### Mensuels en français
- Go Out!
- 7sky
- AeroRevue
- Animan
- Avant première
- Bâtir
- Betty Bossi
- Bon à savoir : Le Guide de la bonne consommation
- Bonne nouvelle : le mensuel de l'Église protestante vaudoise
- Le Cavalier romand
- Christianisme Aujourd'hui
- Choisir
- La Cité : politique, culture, société
- L'Émilie
- L'étincelle, journal de la section Suisse de la tendance marxiste internationale
- FRC (magazine de la Fédération romande des consommateurs)
- Génération Plus (magazine des 50 ans et plus)
- ICT Journal
- Journal de Fully
- Le  MSM Mensuel de l'industrie
- Market Magazine
- Le Menu
- Pages de gauche
- Passé Simple
- Patrons
- PME magazine
- Le Point Chablais
- Le Regard Libre
- La Revue militaire suisse
- La Revue polytechnique
- Scènes Magazine
- Top Hockey
- Top Football
- Tout Compte Fait
- VP hebdo : la vie protestante
- Voix populaire
- Gazette de Vevey Et environs
- Gazette de Montreux Et environs

### Mensuels en allemand
- anthrazit
- Aktuelle Technik
- Betty Bossi
- Bolero
- Du
- Faces
- Home Electronic
- Jagd & Natur
- Le Menu
- Marketing & Kommunikation
- media Trend Journal
- Natürlich
- Nebelspalter
- Schweizer Monatsheft
- Sport Magazin
- WirEltern

### Mensuels en italien
- Illustrazione Ticinese
- Ticino Management

## Bimestriels

### Bimestriels en français
- Banque & Finance
- La Distinction
- L'Essor
- Heure Suisse
- Hors Ligne
- La revue durable
- Longlife magazine, Le magazine suisse des baby-boomers
- Moins ! Journal romand d'écologie politique[2] (journal sur la décroissance)
- Murmures : le magazine romand de la culture & du divertissement
- Nautisme romand
- Prestige Immobilier
- Randonner.ch : vivre et savourer la nature
- La Salamandre (revue)
- Services publics
- Suisse Magazine (ancien Messager Suisse)
- SwissQuote : e-private, banking magazine
- Afrique Opinion

### Bimestriels en allemand
- Bauernzeitung

### Bimestriels en italien
- La Città

## Trimestriels

### Trimestriels en français
- Affaires publiques
- Défis
- Family
- Great Magazine of Timepieces
- La libre pensée (anciennement Le libre penseur)
- Le Monde Economique
- Newsletter Groupe Sanglier
- Invitation, le magazine romand aux semences d'espérance et au bon goût de terroir
- Just 4U, 13-20 ans
- SpirituElles
- Trampoline, 8-12 ans
- infoJU.ch, le portail du Jura et du Jura-Bernois
- Sécurité environnement
- Revue internationale de criminologie et de police technique et scientifique

### Trimestriels en allemand
- Annabelle
- Zeitlupe

## Bisannuels

### Bisannuels en français
- Presse et Communication

## Autres périodicités

### Parait neuf fois par an
- Encore!
- La tribune des arts

### Trisannuels
- Intervalles
- Moriarty Art Magazine

### Quadriannuels
- L'information immobilière

### Irrégulière
- Le Persil
- Quart d'heure pour l'essentiel

## Journaux disparus

### Quotidiens en français
Catégorie:Presse écrite disparue en Suisse romande
- Le Matin
- Le Matin Bleu
- Dimanche.ch
- Gazette de Lausanne
- Journal de Genève
- Le Jura Bernois
- Le Démocrate
- Le Pays (Jura)
- Le Temps stratégique
- Le Réveil anarchiste
- Le Journal du Valais
- Nouveau Quotidien
- Le Portable
- La Sentinelle
- La Suisse
- La Tribune de Lausanne
- Info Dimanche
- La Presse Riviéra
- Le Messager Suisse
- Nouvelliste vaudois (1800-1804)
- Nouvelliste vaudois (1824-1914)

### Quotidiens en allemand
- Cash Daily
- heute
- News
- Aargauer Tagblatt
- Badener Tagblatt

### Mensuels en allemand
- Der Ring (publication)

### Hebdomadaires en français
- Le Chablaisien : votre hebdo régional, district d'Aigle, Monthey et Saint Maurice
- Courrier de la Vallée de Tavannes (devient Le Progrès/Courrier)
- L’Echo rollois (devient L'Echo rollois et aubonnois)
- Les Faits
- A+, le quotidien neuchâtelois
- Feuille commerciale de Sierre et du district
- Journal de Martigny : gazette de Martigny, Entremont et Saint-Maurice
- Le peuple valaisan : hebdomadaire socialiste
- Saturne
- La soupape
- Valais demain : hebdomadaire du Parti démocrate chrétien valaisan
- La voix du pays : journal valaisan d'action chrétienne et sociale
- Terre fribourgeoise
- Le Paysan fribourgeois
- L'Indicateur fribourgeois
- Fribourg industriel
- Fribourg Contact
- Contact week-end
- Agri-journal : le paysan
- Agri-hebdo
- Feuille d'avis de la Ville et Canton de Fribourg
- Feuille officielle du canton de Fribourg
- Feuille officielle et feuille d'avis du canton de Fribourg
- Journal d'Estavayer : feuille d'avis du district de la Broye
- Tribune de Fribourg : feuille d'avis de la ville de Fribourg et de la Sarine
- Feuille Fribourgeoise
- L'Hebdo

### Hebdomadaires en allemand
- Cash

### Bi-hebdomadaires en français
- L'ami du peuple valaisan
- La Contrée : journal du district de Sierre
- Dimanche : hebdomadaire dominical
- Journal de Sierre
- L’Union Suisse
- L’Union : journal agricole Fribourgeois
- Le Véridique
- Le Narrateur fribourgeois
- Gazette populaire (Fribourg)
- Feuille d’avis de Fribourg et du district de la Sarine
- Feuille d'avis de la ville de Fribourg et de la Sarine
- L'Indicateur : feuille d'annonces, d'agrément et d'instruction

### Trihebdomadaires en français
- Gazette de Fribourg
- Le Chroniqueur : feuille politique, scientifique et littéraire
- Le Fribourgeois : journal populaire : organe des conservateurs gruériens

### Bimensuels en français
- Le Falot (Série 2)
- L'Objectif
- Profil : l'indépendant-bimensuel radical

### Mensuels en français
- Air-Informations
- BabooTime
- Christianisme Aujourd'hui
- Le Domestique agricole
- Le Semeur vaudois
- Edelweiss
- Le Falot (Série 1)
- Fribourg-Illustré
- Le Paysan enchaîné
- Reflets fribourgeois
- Terre valaisanne
- Travail : hebdomadaire socialiste
- Vibrations
- La Vie protestante
- Yverdon Revue

### Bimestriels en français
- Dossiers publics : périodique de documentation genevoise
- Newland : le magazine suisse des voyages et des loisirs
- Reflex
- RegArt : agenda culturel
- Le Souffleur

### Trimestriels en français
- 100 Frontières
- Combat : analyses, réflexions, débats
- L'expression : journal officiel du Parti démocrate-chrétien du Valais romand
- La famille : bulletin de l'année internationale de la famille
- Le Passe-muraille
- Just 4U
- SpirituElles
- Family

### Bisannuels en français
- Le Guide du Léman
- L'Hétérographe

### Autres périodicités

#### Paraissant trois fois par semaine
- Journal du Chablais : Messager des Alpes, Journal de Bex, Écho de la Montagne
- Le Confédéré de Fribourg
- Le Confédéré : journal démocratique fribourgeois
- Le Chroniqueur suisse
- Le Chroniqueur de Fribourg
- Le Chroniqueur, gazette de Fribourg
- Le Bien public

#### Parution irrégulière
- Le Rhône : journal d'informations et d'annonces
- Travail : hebdomadaire socialiste
- Union : organe officiel de l'Union des producteurs suisses
- Quart d'heure pour l'essentiel
- Journal de Bâle et Genève
- The Basel Journal